# Kvášňovice
Kvášňovice (německy Kwaschnowitz, dříve Kwaschniowitz) jsou obec v okrese Klatovy v Plzeňském kraji. Žije zde 132 obyvatel.

## Historie
Obec Kvášňovice byla založena řádem cisterciáků ve 12. století. První písemná zmínka o ní pochází z roku 1364, avšak nejstarší stavbou je kostel sv. Bartoloměje postavený již kolem roku 1240.
V obci bývala též škola. Zachovalé písemnosti o zdejší škole jsou již z roku 1784. Školu navštěvovaly děti místní a z dalších šesti okolních vesnic. Pro nedostatek dětí byla škola v roce 1967 zavřena. V současné době jsou v budově bývalé školy čtyři byty.

## Obyvatelstvo
| Rok            | 1869 | 1880 | 1890 | 1900 | 1910 | 1921 | 1930 | 1950 | 1961 | 1970 | 1980 | 1991 | 2001 | 2011 | 2021 |
| -------------- | ---- | ---- | ---- | ---- | ---- | ---- | ---- | ---- | ---- | ---- | ---- | ---- | ---- | ---- | ---- |
| Počet obyvatel | 353  | 362  | 397  | 410  | 404  | 363  | 381  | 275  | 251  | 226  | 172  | 136  | 127  | 125  | 129  |
| Počet domů     | 52   | 63   | 66   | 67   | 72   | 73   | 74   | 76   | 73   | 68   | 56   | 62   | 72   | 74   | 78   |

## Obecní správa
Mezi lety 1869–1976 Kvášňovice byly obcí v okrese Strakonice (1869–1930), posléze v okrese Horažďovice (1950) a později v okrese Klatovy. Od 30. dubna 1976 do 23. listopadu 1990 patřily jako část obce k Pačejovu a od 24. listopadu 1990 jsou opět samostatnou obcí.

### Obecní symboly
Znak a vlajka byly obci uděleny rozhodnutím předsedkyně Poslanecké sněmovny Parlamentu České republiky dne 12. dubna 2013.

## Pamětihodnosti
- Kvášňovická lípa
- Kostel svatého Bartoloměje
- Boží muka za vesnicí
- Fara